# Svobodan
Svobodan je moško osebno ime.

## Izvor imena
Ime Svobodan je južnoslovansko ime, ki je nastalo iz besede svoboda oziroma iz pridevnika svoboden. Pomensko ustreza latinskemu imenu Liberatus, slovensko Liberat, z nekdanjim pomenom »osvobojen«. Tako so se imenovali osvobojeni sužnji pri starih Rimljanih. Motiv poimenovanja z imenom Svobodan pa je lahko čisto sodoben saj je bilo to ime pogosto uporabljeno ob koncu 2. svetovne vojne, ko je bila svoboda tako aktualna in želena.

## Različice imena
- moške oblike imena: Liberat, Liberato, Libertat, Liberij, Libero Slobodan, Svobodin,
- ženske oblike imena: Libera, Liberia, Liberija, Sloba, Sloboda, Slobodana, Slobodanka

## Pogostost imena
Po podatkih Statističnega urada Republike Slovenije je bilo na dan 31. decembra 2007 v Sloveniji število moških oseb z imenom Svobodan: 7.

## Osebni praznik
V koledarju je ime Svobodn zapisano skupaj z imenom Liberat; god praznuje: 23. marca (Liberat, mučenec iz severne Afrike, † 23. mar. 484) in 18. januarja (Liberata (iz italijanskega mesta Como, † okrog leta 580).